# Kalletal
Kalletal là một đô thị ở huyện Lippe, Nordrhein-Westfalen, Đức, dân số cuối năm 2006 là 15.319 người.

## Các làng
- Asendorf
- Bavenhausen
- Bentorf
- Brosen
- Erder
- Heidelbeck
- Henstorf
- Hohenhausen
- Kalldorf
- Langenholzhausen
- Lüdenhausen
- Osterhagen
- Stemmen
- Talle
- Varenholz
- Westorf